# Транспортно-складские палеты

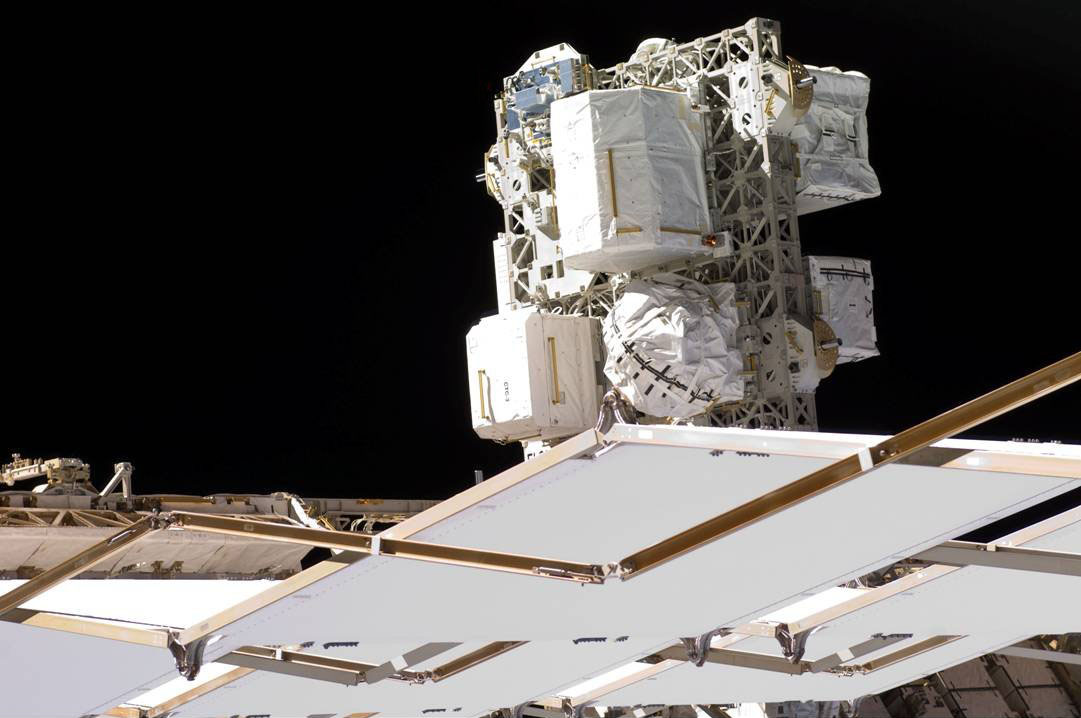
Палета ELC-2 на ферменной конструкции S3

Тра́нспортно-складски́е пале́ты (ТСП) (англ. ExPRESS logistics carrier, ELC) — четыре негерметичные платформы МКС, закреплённые на фермах 3 и 4, предназначенные для размещения оборудования, необходимого для проведения научных экспериментов в вакууме. Одна из технологий НАСА. Обеспечивают обработку и передачу результатов экспериментов по высокоскоростным каналам на станцию.
Палеты были доставлены тремя шаттлами:

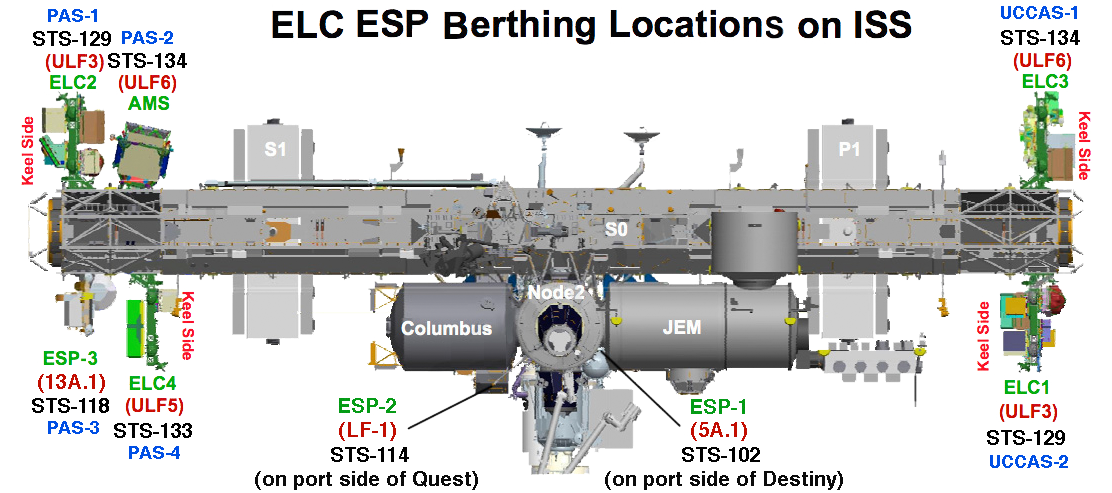
Размещение палет ELC 1-4 на МКС.

| Дата запуска         | Программа полёта | Шаттл     | ELC           |
| -------------------- | ---------------- | --------- | ------------- |
| 16 ноября 2009 года  | STS-129 (ULF3)   | Атлантис  | ELC-1 и ELC-2 |
| 24 февраля 2011 года | STS-133 (ULF5)   | Дискавери | ELC-4         |
| 16 мая 2011 года     | STS-134 (ULF6)   | Индевор   | ELC-3         |